# Mergellus albellus

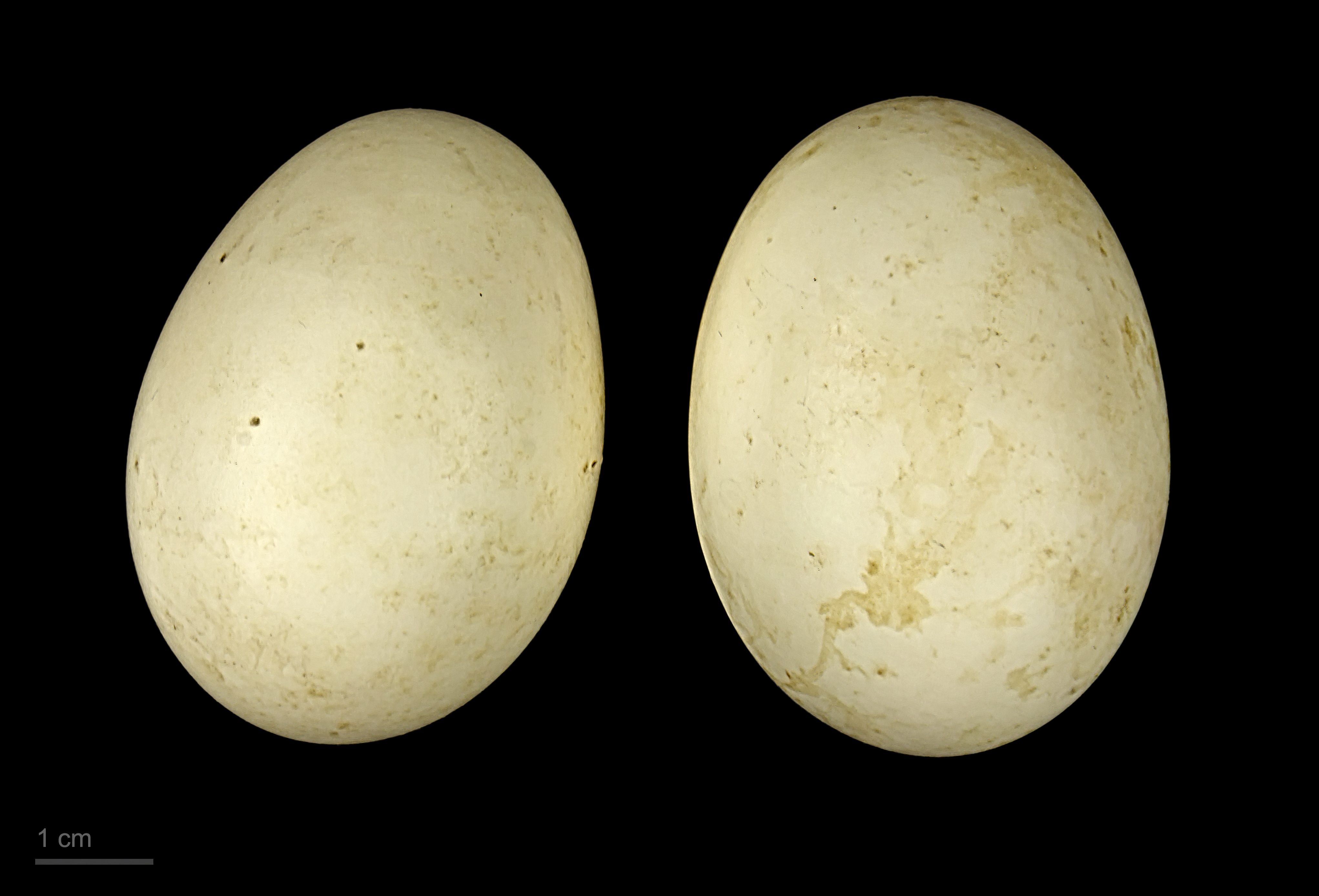
Mergellus albellus - MHNT

La serreta chica (Mergellus albellus) es una especie de ave anseriforme de la familia Anatidae propia de Eurasia. Es el único miembro del género Mergellus. 
Es un pequeño pato buceador con un primoroso diseño del plumaje, bien adaptado para la pesca bajo el agua. Las mandíbulas de su pico llevan hileras de espinas parecidas a dientes, y el pico mismo tiene en el extremo un gancho pequeño y aguzado, para capturar los peces resbaladizos. Flota, atisbando bajo el agua hasta localizar su presa y bucea para darle caza, utilizando sus pies para propulsarse. Camina bien sobre tierra, y es rápida y ágil en vuelo. Cría junto a lagos y aguas dulces y ríos en la zona septentrional de los bosques de coníferas, donde se alimenta de insectos acuáticos.